# Tass Antal
Tass Antal Tasch (Temesrékás, 1876. április 14. – Budapest, 1937. január 17.) magyar csillagász.

## Életrajza
Csillagászati és matematikai tanulmányait a bp.-i tudományegyetemen és műegyetemen végezte. 1899-ben az ógyallai obszervatórium asszisztense, 1904-ben obszervátora, 1913-ban aligazgatója és Konkoly Thege Miklós halála után (1916) az intézet vezetője. 1918-ban az ógyallai csillagvizsgáló műszereinek nagy részét Bp.-re mentette és a bp.-i Sváb-hegyen (mai Szabadság-hegy) megszervezte az új csillagvizsgálót, a Konkoly Alapítványú Asztrofizikai Obszervatóriumot (1921), melynek 1934- ig igazgatója volt.
A Szent István Akadémia tagja (r.: 1926). A Stella Csillagászati Egyesület alapító tagja (1924-től). A Magyar Természettudományi Társulat Csillagászati Szakosztályának alelnöke (1933–1936). A Stella c. csillagászati folyóirat alapító szerkesztője (Wodetzky Józseffel, 1925-től).
Sírhelye a Fiumei úti sírkertben található.

## Főbb munkái
- S Sagittae és T Vulpeculae photometriai észlelései, Budapest, 1904.
- 1899-1905. években Ó-Gyallán és 1905. évben Nagy-Tagyoson végzett hullócsillagmegfigyelések, Budapest, 1906.
- Photometric Observations of Variable Stars = Photometrische Beobachtungen Veranderlicher Sterne = Változó csillagok photometrikus megfigyelései. Publications of the Royal Hungarian Astrophysical Observatory, Foundation of Konkoly in Budapest, 2. Konkoly-Alapítványú Budapesti Magyar Királyi Csillagvizsgáló Intézet, Ógyalla - Budapest, 1925.
- A csillagfényesség-mérések pontosságának fejlődése. Stella Almanach 1928. 143.
- A magyar csillagászat története. Stella 1928. 3–4. 73.

## Emlékezete
- Móra K.: Tass Antal. Természettudományi Közlöny 1937. április. 176. o.
- Kulin György: Tass Antal. Csillagászati Lapok 1938/2. 68. o.
- Nevét örökíti meg a 115058 Tassantal kisbolygó.